# Satanic Panic in the Attic
Satanic Panic in the Attic è il sesto album discografico in studio del gruppo musicale statunitense Of Montreal, pubblicato nel 2004.

## Tracce
1. Disconnect the Dots – 4:25
2. Lysergic Bliss – 4:04
3. Will You Come and Fetch Me – 1:59
4. My British Tour Diary – 2:19
5. Rapture Rapes the Muses – 3:03
6. Eros' Entropic Tundra – 3:12
7. City Bird – 2:20
8. Erroneous Escape into Erik Eckles – 2:48
9. Chrissy Kiss the Corpse – 2:40
10. Your Magic Is Working – 3:42
11. Climb the Ladder – 3:26
12. How Lester Lost His Wife – 2:31
13. Spike the Senses – 3:11
14. Vegan in Furs – 3:53